# Драгана Ілич
Драгана Ілич (нар. 29 червня 1979) — колишня сербська тенісистка.
Найвищу одиночну позицію світового рейтингу — 451 місце досягла 10 травня 1999, парну — 359 місце — 7 червня 1999 року.
Здобула 1 одиночний та 1 парний титул туру ITF.

## Фінали ITF

### Одиночний розряд: 2 (1–1)
| Результат | Ранг | Дата           | Турнір               | Покриття | Суперниця                | Рахунок  |
| --------- | ---- | -------------- | -------------------- | -------- | ------------------------ | -------- |
| Поразка   | 1.   | 28 червня 1998 | ITF Кавала, Греція   | Тверде   | Биляна Павлова-Димитрова | 3–6, 6–7 |
| Перемога  | 1.   | 25 жовтня 1999 | ITF Касторія, Греція | Килим    | Шеллі Стефенс            | 6–4, 6–4 |

### Парний розряд: 7 (1–6)
| Результат | Ранг | Дата              | Турнір                 | Покриття | Партнерка        | Суперниці                          | Рахунок  |
| --------- | ---- | ----------------- | ---------------------- | -------- | ---------------- | ---------------------------------- | -------- |
| Поразка   | 1.   | 31 серпня 1998    | ITF Ксанті, Греція     | Тверде   | Ліляна Манушевич | Елені Даніліду Еваґелія Руссі      | 0–6, 3–6 |
| Поразка   | 2.   | 9 травня 1999     | ITF Верона, Італія     | Ґрунт    | Мая Матевжич     | Меліса Аревало Сабріна Валенті     | 6–7, 6–7 |
| Перемога  | 2.   | 17 травня 1999    | ITF Пезаро, Італія     | Ґрунт    | Мая Матевжич     | Маріяна Ковачевич Катерина Сисоєва | 6–4, 6–3 |
| Поразка   | 3.   | 20 листопада 2000 | ITF Майорка, Іспанія   | Ґрунт    | Алена Пауленкова | Ванеса Краут Еріка Краут           | 0–4, 0–4 |
| Поразка   | 4.   | 22 квітня 2001    | ITF Белград, Югославія | Ґрунт    | Ана Тимотич      | Даніела Клеменшиц Сандра Клеменшиц | 2–6, 1–6 |
| Поразка   | 5.   | 30 вересня 2001   | ITF Белград, Сербія    | Ґрунт    | Ліляна Манушевич | Міріам Казанова Даніела Казанова   | 2–6, 5–7 |
| Поразка   | 6.   | 10 листопада 2002 | ITF Гавр, Франція      | Ґрунт    | Делія Сезкіоряну | Б'янка Кампер Ніколь Ремі          | 2–6, 2–6 |